# Base Julio Ripamonti
Pour les articles homonymes, voir Ripamonti.
La Base Julio Ripamonti est une petite base scientifique antarctique d'été  installée sur l'île Ardley (Îles Shetland du Sud) au Chili, cataloguée comme refuge. Elle est située dans la baie Fildes (Maxwell bay), près de l'île du Roi-George.

## Caractéristiques
La base est située à 50 m au-dessus du niveau de la mer, sur une surface rocheuse solide, à 100 m de la mer. Elle se trouve à proximité des bases permanentes chiliennes Eduardo Frei Montalva et Julio Escudero, dont il se trouve à environ 1 km, et à 50 m du refuge naval Teniente Ballvé de l'Argentine .
Le refuge a été inauguré en janvier 1982. Il peut accueillir 4 personnes. L'installation comprend 4 modules.
Dans le lieu ont été développées des activités scientifiques concernant la géodésie et la cartographie (depuis 1997), la biologie terrestre (depuis 1988), les études sur les manchots (depuis 1988) - la base est située près d'une importante colonie de manchots papous.